# Tiszaeszlár-affaire
De Tiszaeszlár-affaire was een moordzaak die in 1882 plaatsvond in de Hongaarse plaats Tiszaeszlár. De misdaad werd in de schoenen geschoven van de joden, wat leidde tot een golf van antisemitisme in Hongarije. De beschuldigingen bleken uiteindelijk vals te zijn en de zaak groeide uit tot een groot schandaal.

## De moord
Op 1 april 1882 werd Eszter Solymosi, een 14-jarig christelijk boerenmeisje dat als dienstmeisje werkte in het huis van Andràs Huri in Tiszaeszlár, met een opdracht weggestuurd. Ze verdween spoorloos en na vruchteloze speurtochten gingen er geruchten de rond dat ze door joodse fundamentalisten zou zijn vermoord. Verschillende Hongaarse politici, zoals Géza Ónody, die als afgevaardigde voor de gemeente in de Hongaarse Rijksdag zetelde, en het parlementslid Győző Istóczy, stelden voor joden uit het Huis van Afgevaardigden te weren. Hun voorstel wakkerde Jodenhaat aan bij de lokale bevolking wat resulteerde in een reeks gewelddaden en pogroms tegen joodse burgers. Alhoewel Eszter waarschijnlijk het slachtoffer was van een verkrachting beschuldigden deze politici de joden ervan dat zij haar hadden vermoord om haar bloed te kunnen gebruiken voor het Pesachfeest, dat op 4 april zou worden gevierd. 
Op 4 mei beschuldigde Eszters moeder tegenover de plaatselijke rechter de joden van de moord op haar dochter en maande hem aan de zaak te onderzoeken.

## Bekentenissen van de Scharf-kinderen
Op 19 mei werd notaris József Bary aangesteld als onderzoeksrechter. Tijdens de vele arrestaties van joodse verdachten sprak Bary met Samuel Scharf, de vijf jaar oude zoon van József Scharf, de koster van de synagoge. Het jongetje beweerde dat zijn vader en oom Móric Eszter in huis zouden hebben gelokt en ritueel onthoofd. Later bleek echter dat het kind door enkele vrouwen met stukjes suiker en geld was verleid om deze beschuldigingen te uiten. Niettemin werden József en Móric Bary gearresteerd en kort erop zwartgemaakt door de hofklerk Péczely en zijn compagnon Recsky. Het verhaal werd nu uitgebreid met details waarbij Eszter zou zijn vermoord op de sabbat. Meerdere joodse mannen zouden de Scharfs hebben geholpen om haar te ontkleden en onthoofden. Haar bloed vingen ze hierbij op in een pot. Móric zou dit alles hebben gadegeslagen door het sleutelgat van de deur van de synagoge. Onderzoeksrechter Bary vond echter niets terug dat deze beschuldigingen kon staven.
Op 18 juni werd in de rivier Tisza het lijk van een volgens de districtsarts 14-jarig meisje opgevist. Het werd door velen herkend als Eszter Solymosi. Haar moeder ontkende echter dat het Eszter was, ook al behoorden de kleren wel haar dochter toe. Een commissie bestaande uit twee artsen en een chirurg kwamen tot de conclusie dat het lijk van een 18 à 20-jarig meisje was dat acht tot tien dagen eerder overleden was. Ze werd begraven op het katholieke kerkhof van Tiszaeszlár. De antisemitische complotteurs beweerden echter dat het lijk door joden in de rivier was gegooid en gekleed in Eszters kledij om de rituele moord te verhullen. De mensen die het lichaam hadden ontdekt werden omgekocht en bedreigd om hun eerdere getuigenissen in te trekken en te beweren dat het lijk aan een onbekende jodin toebehoorde die ze opzettelijk hadden verkleed om op Eszter te lijken. Er volgden nieuwe arrestaties en het proces groeide uit tot een groot schandaal.

## Formele beschuldigingen
Op 29 juli werden 15 joodse personen van moord en medeplichtigheid beschuldigd. De zaak liep heel wat vertraging op omdat Bary zonder getuigen zijn notulen invulde en vele verdachten zou hebben gemarteld. Kàroly Eötvös trad op als advocaat voor de beschuldigden en tekende in een petitie gericht aan Justitieminister Pauler protest aan tegen de martelingen die Bary had uitgevoerd. Er werd geen gehoor aan het protest gegeven en de zaak sleepte maandenlang voort. Rond september werd procureur Korma vanuit Boedapest naar de gemeente gestuurd om het onderzoek te versnellen. Het hele land werd nu onrustig over het traag verlopende onderzoek naar de misdaad en verschillende pamfletten werden verspreid om de bevolking tegen de joden op te hitsen. Lajos Kossuth, die destijds in ballingschap te Turijn woonde, uitte openlijk kritiek op de Hongaarse overheid en keurde de antisemitische vooroordelen af. Hij vond het schandalig dat zijn land een gewone moord voorstelde als een rituele of raciale misdaad. Toen procureur-generaal Havas ter plekke de zaak kwam onderzoeken ontdekte hij dat de verdachte niet eens een hoorzitting had gekregen. Hij liet enkele gevangenen weer vrij, maar werd van hogerhand tegengewerkt waardoor hij algauw zijn ontslag aanbood. 

## Opgraving Eszters lijk
In november werd besloten om het vermeende lijk van Eszter op te graven en een autopsie uit te voeren. Op 7 december onderzochten drie professoren geneeskunde het stoffelijk overschot. Ze stelden vast dat de beschuldigingen die door het vorige onderzoekscomité waren gemaakt niet wetenschappelijk kon worden bewezen. Later beschuldigden ze hen zelfs van grove onwetendheid: het lichaam behoorde niet aan Eszter toe en omdat de hals niet was doorgesneden kon er van rituele moord geen sprake zijn. 
Op 17 juni 1883 ging de laatste fase van de zaak in. Er werden vele getuigen en onderzoeksessies ingelast om de zaak zo gedetailleerd en exact mogelijk te onderzoeken en af te handelen. De vele tegenstrijdigheden in de beschuldigingen van het jongetje en de getuigenis van Móric leidden ertoe dat op 3 augustus 1883 alle verdachten unaniem werden vrijgesproken. Szalay, advocaat voor de weduwe Solymosi, protesteerde met verbittering en veel scheldwoorden, maar werd ondanks zijn poging beroep aan te tekenen in het ongelijk gesteld. Ook de mensen in de rechtszaal bedreigden de getuigen en advocaten die de joden verdedigden.

## Gevolgen
De vrijspraak van de verdachten die 15 maanden lang in de cel hadden gezeten leidden rechtstreeks tot rellen in Pozsony, Boedapest en andere delen van Hongarije.
Het verhaal leverde de inspiratiebron voor de plot van de Oostenrijkse film Der Prozeß van Georg Wilhelm Pabst (1949).